# 梁山军
梁山军，北宋开宝三年（970年）以万州石氏屯田务置军，治所在梁山县（今重庆市梁平县）。辖境相当今重庆市梁平县地。属夔州路。元至元二十年（1283年）改为梁山州。